# がんばれ、タカハシ!
「がんばれ、タカハシ!」（がんばれ、たかはし！）は、1991年11月1日に発売された爆風スランプ20枚目のシングル。
8thアルバム「青春王」からのシングルカット。

## 収録曲
1. がんばれ、タカハシ!
作詞:サンプラザ中野　作曲:パッパラー河合　編曲:BAKUFU-SLUMP/エンペラー福田
イントロでケーナを演奏しているのは俳優の田中健[1]。
丸大食品CM「カレーとハンバーグ」使用曲。
2. 「Do the right thing!」
作詞:サンプラザ中野　作曲:パッパラー河合　編曲:BAKUFU-SLUMP/エンペラー福田
当時、週刊少年ジャンプで行われていた「ジャンプ・ギャグキング1992年版」企画のテーマ曲。
この年のみ特別賞として「サンプラザ中野賞」が制定された。

## 収録アルバム
- 青春王 (#1,2)
- 決定版!爆風スランプ大全集2 〜The Very Best Of パッパラー河合〜 (#1)
- GOLDEN☆BEST 爆風スランプ ALL SINGLES (#1)